# Iglesia del Tránsito de la Santísima Virgen María
La iglesia del Tránsito de la Santísima Virgen María es un templo católico ubicado en Alto Jahuel, comuna de Paine, Región Metropolitana de Santiago, Chile. Construida entre los años 1911 y 1915, fue declarada monumento nacional de Chile, en la categoría de monumento histórico, mediante el Decreto Exento n.º 77, del 29 de enero de 1996.

## Historia
La iglesia fue construida entre los años 1911 y 1915 por el arquitecto Eugenio Joannon Crozier por encargo de Javier Eyzaguirre Echaurren para su hacienda El Tránsito.
Luego del terremoto de 2010 se iniciaron obras para su recuperación estructural.

## Descripción
La iglesia presenta una nave con un coro sostenido por columnas. En su interior cuenta con pinturas decorativas, y un altar principal con la imagen del Tránsito de la Santísima Virgen María.